# داوود نقاش
داوود نقاش: (بالعبرية דוד נקש ) (21 فبراير 1967) هو عالم تشفير، وأستاذ في المدرسة العليا للأساتذة وعضو في مختبر الكمبيوتر، وكان سابقًا أستاذًا في جامعة بانتيون أساس.

## السيرة الذاتية
في عام 1990 حصل على شهادة في الهندسة من جامعة بانتيون أساس و دبلوم في علوم الكمبيوتر النظرية من جامعة بيير وماري كوري.
في عام 1992 ساهم في تصميم وحماية بطاقات النظام العالمي لاتصالات الهواتف المحمولة ( GSM) لصالح شركة فيليبس.
وفي عام 1995 حصل على الدكتوراة من المدرسة الوطنية العليا للاتصالات، أبرز أعمال نقاش كانت في مجال التعمية باستخدام المفتاح العام، بما في ذلك تحليل شفرات مخططات التوقيع الرقمي. وبالتعاون مع جاك ستيرن، صمم نظام تشفير نقاش-ستيرن.
من 1993 إلى 2005 ترأس قسم الأبحاث والابتكار لدى شركة جيمبلس وأنهى حياته المهنية هناك كنائب أول للرئيس ومسؤول عن البحث والابتكار.
في عام 2004 استخدم نقاش و كلير ويلان تقنيات معالجة الصور للكشف عن المعلومات المنقحة من الملخص اليومي للرئيس (بن لادن مصمم على الضرب في الولايات المتحدة) الذي تم رفع السرية عنه في 6 أغسطس 2001، كما أوضحوا كيف يمكن تطبيق نفس العملية على المستندات المنقحة الأخرى.
بين عامي 2008 و 2011 كان عضوًا في المجلس العلمي لتقنيات المعلومات والاتصالات التابع لهيئة الطاقة النووية.
في 2021، شجب اثنان من علماء الأوبئة داوود نقاش لإدارة المدرسة العليا للأساتذة، اتهموه بتقديم تقرير احتيالي في نوفمبر 2018 لمختبرات جينيفرييه مقابل دفعة كبيرة (أكثر من 250 ألف يورو) دفاعًا عن عقار كوندروسولف الذي شُطب من القائمة.
كان عضوًا بارزًا في المعهد الجامعي الفرنسي في عام 2014 حتى عام 2020
، وهو أيضا أستاذ زائر وباحث في مجموعة أمن المعلومات في كلية رويال هولواي بجامعة لندن. وعضو في المجلس العلمي لمعهد البحوث التكنولوجية

## الجوائز
في عام 2020 أُدرج النقاش كزميل في الرابطة الدولية لأبحاث التشفير (IACR) "لمساهماته الكبيرة في التشفير التطبيقي في الصناعة والأوساط الأكاديمية".

## وصلات خارجية
- الصفحة الشخصية لداوود نقاش (بالفرنسية).